# Hokej na ledu na Zimskih olimpijskih igrah 1932
Hokej na ledu je bil na Zimskih olimpijskih igrah 1932 četrtič olimpijski šport. Hokejski olimpijski turnir je potekal med 4. in 13. februarjem 1932. Zlato medaljo je četrtič zapored osvojila kanadska reprezentanca, srebrno ameriška, bronasto pa nemška, v konkurenci štirih reprezentanc. Olimpijski turnir je štel tudi za Svetovno hokejsko prvenstvo.

## Dobitniki medalj
| Zlato | Srebro | Bron |
| KanadaWilliam Cockburn Clifford Crowley Albert Duncanson George Garbutt Roy Hinkel Vic Lundquist Norman Malloy Walter Monson Kenneth Moore Romeo Rivers Bullet Joe Simpson Hugh Sutherland Stanley Wagner Aliston Wise | ZDAOsborn Anderson John Bent John Chase John Cookman Douglas Everett Franklin Farrel Joseph Fitzgerald Edwin Frazier John Garrison Gerard Hallock Robert Livingston Francis Nelson Winthrop Palmer Gordon Smith | NemčijaRudi Ball Alfred Heinrich Erich Herker Gustav Jaenecke Werner Korff Walter Leinweber Erich Römer Martin Schröttle Marquardt Slevogt Georg Strobl |

## Končni vrstni red
1. Kanada
2. ZDA
3. Nemčija
4. Poljska